# Emanuel Komínek
Emanuel Komínek (28. listopadu 1929 Vladislav – 29. května 1993 Nové Město na Moravě) byl legendární československý geolog, objevitel světového ložiska měděné rudy Erdenet v Mongolsku.

## Biografie
Narodil se na jihozápadě Moravy v obci Vladislav u Třebíče v roce 1929, následně dosáhl vysokoškolského vzdělání studiem přírodních věd. Působil jako geolog ve vyhledávání a revizi rudních i nerudních ložisek. V roce 1960 publikoval článek o magnetitovém ložisku u Županovic. Působil také při hledání ložisek kamene na Žďársku.